# Скорятино (Рассказовский район)
Скоря́тино — посёлок в Рассказовском районе Тамбовской области России. Входит в состав Нижнеспасского сельсовета.

## География
Посёлок находится в центральной части Тамбовской области, в лесостепной зоне, в пределах Тамбовской равнины, у реки Подоскляйка.

### Климат
Климат характеризуется как умеренно континентальный, с относительно жарким летом и холодной продолжительной зимой. Среднегодовая температура воздуха — 5,4 °С. Средняя температура воздуха самого тёплого месяца (июля) — 19,9 °C (абсолютный максимум — 38,4 °С); самого холодного (января) — −10 °C (абсолютный минимум — −36,9 °С). Безморозный период длится 145—155 дней. Длительность вегетационного периода составляет 180—185 дней Среднегодовое количество атмосферных осадков составляет 525 мм, из которых 342 мм выпадает в период с апреля по октябрь. Снежный покров образуется в последней декаде ноября — начале декабря и держится в течение 125—130 дней.

## История
Основан как сельцо, откуда были переведены крестьяне из Саратовской губернии, Аткарского уезда, из деревни Буркалы в 1833 году. Принадлежало отставному капитан-лейтенанту Владимиру Иосифовичу Скарятину.
Впервые упоминается в 1834 году в документах ревизской сказки как: «Сельцо Скорятино». Население: 21 душа мужского пола и 28 — женского пола; всего 49 жителей, дворов — 7. В числе крестьян проживали: Савельев Терентий, Петров Пров и другие. Стояла часовня.
В епархиальных сведениях 1911 года указано, что в сельцо Скорятино стояло в 1 версте до прихода церкви в Подоскляее.

## Население
| 2010 |
| ---- |
| 4    |

### Историческая численность населения
По данным 1911 года крестьянских дворов числилось 11 крестьянских дворов, населения: мужского пола — 42, женского пола — 35 человек; всего 77 жителей
По данным Всесоюзной переписи 1926 года в Скорятино 14 дворов, населения: мужского пола — 45, женского пола — 38 ; всего 83 жителя.
В 2002 году в посёлке проживало 12 человек.
В 2010 году в посёлке проживало 5 человек.

## Инфраструктура
Личное подсобное хозяйство.

## Транспорт
Посёлок доступен автотранспортом. Остановка общественного транспорта «Скорятино (Рассказовский район)».